# Jeff Getty
Jeffrey L. Getty (* 14. Juli 1957 in New London, Connecticut; † 9. Oktober 2006 in Kalifornien) war ein US-amerikanischer AIDS-Aktivist und der erste Mensch, der mit dem Knochenmark eines Pavians behandelt wurde.
In den 1980er Jahren infizierte sich Getty mit AIDS. 1995 erhielt er als erster Mensch Knochenmark eines Pavians. Die Hoffnung war, dass dies die Behandlung von AIDS revolutionieren könnte, da Paviane immun gegen HIV sind.
Das Experiment schlug jedoch fehl. Gettys Körper baute die fremden Zellen ab.
Getty engagierte sich für den Kampf gegen AIDS und half mit, den Weg für die antiretrovirale Therapie (HAART) zu ebnen.
Getty starb im Alter von 49 Jahren an Herzversagen als Folge seiner AIDS-Erkrankung.